# Hegira brunnea
Hegira brunnea är en insektsart som beskrevs av Paul W. Oman 1938. Hegira brunnea ingår i släktet Hegira och familjen dvärgstritar. Inga underarter finns listade i Catalogue of Life.